# シャルル＝アラン＝ガブリエル・ド・ロアン
シャルル(4世)＝アラン＝ガブリエル・ド・ロアン（Charles(IV)-Alain-Gabriel de Rohan, 1764年1月18日 - 1836年4月24日）は、ブルボン朝末期フランスの貴族、廷臣。フランス革命後はオーストリア帝国に移住・帰化した。フランス貴族としてモンバゾン公及びゲメネ公の爵位を、オーストリア貴族としてロアン侯の爵位を有した。この他親族関係により1816年よりブイヨン公爵位の保有をも認められた。

## 生涯
ゲメネ公アンリとその妻ヴィクトワール・ド・ロアンの間の第2子・長男。洗礼式はパリ・ノートルダム大聖堂で行われ、母方祖父のスービーズ公シャルル・ド・ロアンが代父を、曾祖母のゲメネ公妃ルイーズ・ド・ロアンが代母をそれぞれ務めた。王太子（後の国王ルイ16世）の従者ジャン＝バティスト・クレリの妻マルグリット・ロラン夫人（Marguerite Laurent）に養育された。1781年5月29日パリにてダルマンティエール侯爵ガブリエル・ド・コンフランの娘ルイーズ・アレー・ド・コンフラン（1763年 - 1819年）と結婚、間に一人娘ベルト・ド・ロアン（1782年 - 1841年）をもうけた。
父は王室侍従長、母は国王ルイ16世夫妻の子女を養育する王家のガヴァネスであり、ともに宮中の枢要な役職を占めたが、1782年事業に失敗し莫大な債務を抱えて破産したため（ロアン＝ゲメネ破産事件）、その職を追われた。借財の返済のため、一家の本邸オテル・ド・ロアン＝ゲムネなどの多くの資産が売却された。革命前はフランス軍に士官として仕え、大叔父ルイ・ド・ロアン枢機卿の所有するバゾン連隊（Regiment de Bazon）の連隊長を務めていた。同連隊は歩兵大隊1隊、驃騎兵中隊2隊、砲兵大隊2隊で構成されていた。
フランス革命後の1792年、一族と共にオーストリア領に亡命、神聖ローマ皇帝レオポルト2世の保護下に入り反革命のエミグレ軍の指揮官となった。大叔父ロアン枢機卿の組織したロアン連隊の連隊長となり、同連隊が解散する1796年まで務めた。

### オーストリアでの軍歴
1798年より正式にオーストリア軍に入隊、陸軍大佐の階級を授けられ、同年7月より第2軽装猟兵中隊（2. leichten Jäger-Bataillon）の指揮を任され、イタリア戦役に従軍。1799年4月8日中隊を率いてイードロ湖畔カッサーノ（Cassano）に入り、サン・アントーニオ（San Antonio）の堅固な基地を守備するフランス側の連隊を襲撃し、この陣地を奪い取った。ロッカ・ダンフォのフランス側の要塞近くのダムの破壊に成功し、これによってヨシップ・フィリップ・ヴカソヴィッチ将軍の軍団をブレシアまで前進させるができ、同地でシャルル＝アランの中隊は同軍団の右翼に合流した。ヴカソヴィッチ軍はで1799年4月28日のヴェルデーリオの戦いに圧勝し、フランスのセリュリエ将軍率いる師団を撤退させた。ヴカソヴィッチ軍はそのままノヴァーラ、ヴェルチェッリを経由してピエモンテ地方のイヴレーアまで進軍、バルド要塞を占領してアオスタ渓谷へのルートを確保し、軍の主力部隊はトリノを「解放」することに成功した。この戦功から、1800年10月29日付で陸軍少将への昇進を約束され、1801年1月18日の辞令で正式に昇進した。1801年8月18日マリア・テレジア軍事勲章騎士章を受けた。
1805年、南ドイツに駐屯するラトゥール騎兵連隊（Latour-Chevauxlegers-Regiment）及びハンガリー驃騎兵旅団の司令官に就任。フェルディナント・カール大公の率いる師団がウルム戦役で敗走すると、これに従ってボヘミアに退避した。退却戦の殿軍を務めたシャルル＝アランは戦闘で重傷を負い、短期間フランス軍の捕虜となった。プレスブルクの和約締結後の1806年2月1日、シャルル＝アランは軍の実務から退いた。1807年9月2日、名誉的な陸軍中将の肩書を与えられた。1815年のドイツ解放戦争後、正式にオーストリア軍を退役した。

### ブイヨン公爵位請求権
1802年ブイヨン公ジャック＝レオポールの死でラ・トゥール・ドーヴェルニュ家の正嫡が絶えた。彼の叔母マリー・ルイーズを祖母に持つシャルル＝アランには、女系相続を容認するブイヨン公爵位の請求権があったが、ジャック＝レオポールは英国の海軍中将（副提督）フィリップ・ドーヴェルニュを養子にして爵位を相続させると宣言していた。ウィーン会議後の1816年7月1日にライプツィヒで行われたオーストリア、プロイセン、サルデーニャの3ヵ国の政府委員の仲裁裁定により、ブイヨン公爵位の正統な相続者はシャルル＝アランと取り決めされた。ところが1824年、オランダのリエージュ上級控訴裁判所は、ロアン家のシャルル＝アランをブイヨン公爵とするライプツィヒ裁定を無視し、コンデ家のルイーズ＝アデライード内親王（シャルル＝アランの従姉）、ルイ＝スタニスラ・ド・ラ・トレモイユ公子、ポワ公爵未亡人アンヌ＝ルイーズ＝マリー（1750年 - 1834年）の3人をブイヨン公爵位の対立請求権者と認めた。シャルル＝アランはこれに抗議したが無駄で、ブイヨン公爵位の相続者の決定は留保された。
1820年、北ボヘミア・ライヒェンベルク郊外のシフロフ城と周辺の広域な所領を購入し、以後ロアン家はボヘミア貴族として定着した。1823年金羊毛騎士団の騎士叙任を受けた。シャルル＝アランが1836年に亡くなると、彼の一人娘を妻としていた実弟ヴィクトルがロアン家家長を継いだが、子供のないまま10年後に死去した。ロアン家の家督は彼ら兄弟の甥カミーユに引き継がれ、カミーユの代にロアン家のブイヨン公爵位の保有は確定している。